# 浦和南出入口
浦和南出入口（うらわみなみでいりぐち）は、埼玉県さいたま市南区曲本にある首都高速道路埼玉大宮線の出入口である。浦和南TBに併設されている美女木JCT方面のみのハーフインターチェンジである。
2022年（令和4年）3月1日からETC車専用の入口となった。

## 接続する道路
- 国道17号新大宮バイパス

## 浦和南出口料金所
- ブース数：3
  - ETC専用：1
  - 一般：1
  - 閉鎖中：1

## 周辺
- 西浦和駅
- 彩湖公園
- 埼玉県道・東京都道40号さいたま東村山線
- 田島通り
- さいたま市立西浦和小学校
- さいたま市立田島中学校
- さいたま市立田島小学校

## 隣
首都高速埼玉大宮線
美女木JCT - (S551)浦和南出入口/TB - 浦和中央出入口（計画中） - (S554)浦和北出入口 - (S555)与野出入口 - 与野JCT